# 27e parallèle nord
Pour les articles homonymes, voir 27e parallèle.
En géographie, le 27e parallèle nord est le parallèle joignant les points de la surface de la Terre dont la latitude est égale à 27° nord.

## Géographie

### Dimensions
Dans le système géodésique WGS 84, au niveau de 27° de latitude nord, un degré de longitude équivaut à 99,255 km ; la longueur totale du parallèle est donc de 35 732 km, soit environ  89,2% de celle de l'équateur. Il en est distant de 2 987 km et du pôle Nord de 7 015 km,.
Comme tous les autres parallèles à part l'équateur, le 27e parallèle nord n'est pas un grand cercle et n'est donc pas la plus courte distance entre deux points, même situés à la même latitude. Par exemple, en suivant le parallèle, la distance parcourue entre deux points de longitude opposée est 17 866 km ; en suivant un grand cercle (qui passe alors par le pôle nord), elle n'est que de 14 030 km.

### Durée du jour
À cette latitude, le soleil est visible pendant 13 heures et 51 minutes au solstice d'été, et 10 heures et 26 minutes au solstice d'hiver.

### Régions traversées
Pays traversés
- Mexique
- États-Unis (état du Texas et de la Floride)
- Bahamas (au niveau de l'atoll de Great Sale Cay)
- Sahara Occidental ( Maroc)
- Mauritanie
- Algérie
- Libye
- Égypte
- Arabie saoudite
- Iran
- Pakistan
- Inde (États du Rajasthan, de l'Uttar Pradesh et du Bihar)
- Népal
- Inde (États du Bengale-Occidental)
- Bhoutan
- Inde (États de Arunachal Pradesh (région revendiqué par la Chine) et de l'Assam)
- Birmanie
- Chine
- Japon (île de Iheya-jima)